# Азовський морський музей
Азовський морський музей імені В.А. Павлія — музей, заснований 1983 року в Маріуполі.

## Історія
Музей створив у 1983 році Павлій Володимир Андрійович.
З 2005 року директор музею — Віталій Антонович Торорощенко.

## Опис
Музей відвідують переважно школярі та студенти.
Знаходиться в будівлі Азовського морського інституту НУ ОМА.
У цьому приміщенні проводяться лекції для курсантів.

## Експозиція
Площа музею 296 квадратних метрів.
Експозиція оновлюється, завдяки людям, що раніше працювали на торговому флоті.
Серед експонатів є: інструменти для флоту, апарати, прилади для навігації та інші речі з кораблів.
Музей пишається колекцією баянів, що належали раніше морякам.
В одному із залів розказано про 56 героїв Радянського Союзу.
У музеї 5 залів:
- У першому залі розповідається про історію кораблів в Азовському морі до 1890 року. У цьому розділі є матеріали про кораблі запорізьких козаків на Азовському морі.
- У другому залі розповідається про судноплавство в Азовському морі з початок XX століття до середини XX століття.
- У третьому залі розповідається про Азовський морський флоті з 1925 року до 1945 року.
- У четвертому залі розповідається про Азовський флот після Другої світової війни.
- У п'ятому залі є виставки на тему морського флоту в Маріуполь.